# Cerkiew Ikony Matki Bożej „Znak” w Moskwie (Chowrino)
Cerkiew Ikony Matki Bożej „Znak” – prawosławna cerkiew w Moskwie, w rejonie Chowrino, w dekanacie Ikony Matki Bożej „Znak” eparchii moskiewskiej miejskiej Rosyjskiego Kościoła Prawosławnego.

## Historia

### Pierwsze cerkwie w Chowrinie
Pierwsza cerkiew na terenie dawnej wsi Chowrino powstała w końcu XVI w. Jej patronem był św. Jerzy Zwycięzca. Budowla sakralna została spalona w okresie wielkiej smuty. W XVII w. w miejscowości powstały dwie nowe świątynie – cerkiew św. Mikołaja z drugim ołtarzem św. Jerzego (wzniesiona w 1646) oraz cerkiew Ikony Matki Bożej „Znak” z ołtarzami św. Sergiusza z Radoneża oraz trzech metropolitów moskiewskich Piotra, Aleksego i Jonasza (z 1682). Murowaną cerkiew Ikony Matki Bożej „Znak” wzniosła w Chowrinie Sofja Gołowina, wdowa po generale-feldmarszałku Fiodorze Gołowinie, w XVIII w. W latach 1749 oraz 1753–1754 cerkiew powiększono o dwa ołtarze boczne – św. Mikołaja oraz św. Sebastiana i Towarzyszy. Kolejną rozbudowę świątyni planował N. Oboleński, który wcześniej nabył majątek Chowrino, jednak plany te uniemożliwiła wojna francusko-rosyjska 1812 r. W czasie konfliktu cała posiadłość została zniszczona, a cerkiew zbezczeszczona. Po zakończeniu walk Oboleński sfinansował przebudowę ołtarza św. Mikołaja, który – podobnie jak ołtarz główny – został następnie powtórnie poświęcony. Z powodu braku funduszy na odbudowę spalonej posiadłości, sprzedał następnie Chowrino Stołypinom, którzy początkowo nie przejawiali większego zainteresowania cerkwią. Dopiero po jakimś czasie postanowili ją odremontować, co pozwoliło przywrócić budynek do użytku liturgicznego.

### Cerkiew z XIX w.
W 1859 Chowrino zakupił fabrykat Jewgraf Mołczanow, który postanowił rozebrać starszą świątynię i zaprosić architekta Michaiła Bykowskiego do budowy nowej (ten sam architekt przebudował, z funduszy Mołczanowa, cerkiew Trójcy Świętej w rejonie Basmannym Moskwy). W 1868 miała miejsce ceremonia położenia kamienia węgielnego. Fundator nie dożył końca prac budowlanych, które po jego śmierci kontynuowała żona Jelizawieta. Cerkiew wyświęcono w 1870, zaś w 1874 otwarto dla kultu także dolną świątynię.
Jedyna Święta Liturgia z udziałem biskupa przed 1917 miała miejsce w cerkwi w 1900, gdy do Chowrina przybył biskup Parteniusz (Lewicki). W kolejnych latach na prośbę Jelizawiety Mołczanowej do świątyni dobudowano ołtarz św. Eugrafa, patrona jej zmarłego męża.
Po rewolucji październikowej cerkiew formalnie pozostawała czynna do 1939, jednak regularne nabożeństwa ustały po 1937, gdy aresztowani i rozstrzelani zostali ostatni kapłani służący w budynku. Obiekt został opieczętowany, co nie uchroniło jego wyposażenia przed rozgrabieniem. Zniszczeniu uległa również sama świątynia. Z pierwotnego wyposażenia budynku pozostały jedynie ikony patronalna, św. Mikołaja i Chrystusa Zbawiciela. Następnie w cerkwi urządzono zakład pracy dla niewidomych, zaś w 1941 rozmieszczono w niej szpital.
W 1960 zniszczona w pożarze cerkiew została porzucona, a następnie zaadaptowana na magazyn. W związku z projektem budowy estakad szosy szybkiego ruchu planowano jej całkowitą rozbiórkę. Plan ten nie został jednak zrealizowany i w 1991 zdewastowany obiekt przekazano Rosyjskiemu Kościołowi Prawosławnemu.
W kolejnych latach cerkiew została odnowiona. Jako pierwszy do użytku liturgicznego przywrócono dolny ołtarz św. Mikołaja, wyświęcony powtórnie w 1994. Wielkiego poświęcenia obiektu dokonał 27 kwietnia 2014 patriarcha moskiewski i całej Rusi Cyryl w asyście biskupów dmitrowskiego Teofilakta, sołniecznogorskiego Sergiusza oraz moskiewskiego duchowieństwa.

## Związani z cerkwią
Jednym z ostatnich kapłanów służących w cerkwi przed jej zamknięciem był archimandryta Ambroży (Astachow), rozstrzelany w 1937 i kanonizowany następnie jako święty nowomęczennik.